# Life (альбом The Cardigans)
Life — второй студийный альбом шведской группы The Cardigans, вышедший в 1995 году.

## Об альбоме
Запись Life происходила в Мельме на протяжении 1994 году, а релиз пришёлся на 1995 год. В США альбом выпущен лейблом Minty Fresh, но его содержание отличалось: это была подборка лучших песен из этого и предыдущего альбома Emmerdale. При записи альбома было задействовано более 50 разнообразных инструментов.

## Список композиций
1. «Carnival» — 3:37
2. «Gordon’s Gardenparty» — 3:22
3. «Daddy’s Car» — 3:35
4. «Pikebubbles» — 3:02
5. «Tomorrow» — 3:05
6. «Beautiful One» — 3:28
7. «Travelling With Charley» — 4:09
8. «Fine» — 3:11
9. «Sunday Circus Song» — 3:54
10. «Hey! Get Out Of My Way» — 3:32
11. «Closing Time» — 10:25

### Список композиций версии для Великобритании, Франции и Канады
1. «Carnival» — 3:37
2. «Gordon’s Gardenparty» — 3:22
3. «Daddy’s Car» — 3:35
4. «Sick & Tired» — 3:24
5. «Tomorrow» — 3:05
6. «Rise & Shine» — 3:30
7. «Beautiful One» — 3:28
8. «Travelling With Charley» — 4:09
9. «Fine» — 3:11
10. «Celia Inside» — 4:42
11. «Hey! Get Out Of My Way» — 3:32
12. «After All…» — 2:57
13. «Sabbath Bloody Sabbath» — 4:32[1]

### Список композиций версии для США
1. «Carnival» — 3:36
2. «Daddy’s Car» — 3:36
3. «Fine» — 3:09
4. «Rise & Shine» — 3:28
5. «Our Space» — 3:29
6. «Celia Inside» — 4:40
7. «Over the Water» — 2:13
8. «Tomorrow» — 3:03
9. «Sick & Tired» — 3:23
10. «Beautiful One» — 3:27
11. «Gordon’s Gardenparty» — 3:19
12. «Hey! Get Out of My Way» — 3:30
13. «Sabbath Bloody Sabbath» — 4:30[1]
14. «Happy Meal» — 2:36